# Northrop F-5
De Northrop F-5 Freedom Fighter is een lichte jachtbommenwerper van Amerikaans ontwerp. Het toestel werd ontworpen en gebouwd door de firma Northrop Aircraft Inc., in Hawthorne, Californië. Later werd de firmanaam gewijzigd in Northrop Corp. Aircraft Group.
Het toestel, dat eveneens als trainer is ingezet, was niet alleen succesvol bij de United States Air Force(USAF); ook buiten de VS werd het een exportsucces. Het werd verkocht onder de namen F-5A/B Freedom Fighter, F-5E/F Tiger II en RF-5E Tigereye en heeft in de loop van de jaren bij vele luchtmachten ter wereld dienstgedaan. Ook heden is het nog bij enkele luchtmachten operationeel. De uiterlijk nagenoeg identieke Northrop F-20 Tigershark was een doorontwikkeling van de F-5, dit toestel kwam niet verder dan een prototype.

## Geschiedenis
De eerste prototype vlucht vond plaats in juli 1959 en de vlucht in de volledige configuratie juli 1963. Al snel vielen de grote wendbaarheid en de goede vliegeigenschappen van het toestel op, die nagenoeg identiek bleken te zijn aan die van de Russische  MiG-21 Fishbed.
De USAF heeft de F-5 in vrij geringe aantallen gekocht en nooit als gevechtsvliegtuig ingezet. Vanwege de wendbaarheid werd het toestel echter speciaal ingezet voor Dissimilar Air Combat Training (DACT). Deze actie werd speciaal genomen om de alarmerende USAF-verliezen tijdens luchtgevechten in de oorlog in Zuidoost-Azië tegen te gaan. Al eerder had de US Navy om dezelfde reden succes gehad met een identieke DACT-vorm onder de naam “Topgun”.
Daarom werden ook speciale USAF agressor squadrons geformeerd die getraind waren in de formaties en de vliegbewegingen van Russische vliegtuigtypen; met name die van de toen zeer veel voorkomende MiG-21.
Speciale agressor squadrons (64 en 65 Fighter Weapons Sqn) werden in 1972 opgericht met als thuisbasis Nellis Air Force Base, Las Vegas, Nevada. In eerste instantie werd gevlogen met F-5-voorgangers, Northrop T-38 Talon-trainers. Deze hadden echter niet genoeg vermogen maar met de komst van de F-5 – die precies gelijke afmetingen en motorprestaties had als de MiG-21 - werd dit manco opgeheven.
In verband met de ineenstorting van Zuid-Vietnam kwamen begin 1975 opeens 70 F-5E’s beschikbaar die bestemd waren voor de luchtmacht van Zuid-Vietnam. Deze werden meteen overgedragen aan 64 en 65 Fighter Weapons Sqn. Later werden de squadron aanduidingen gewijzigd in 64 en 65 Tactical Fighter Training Aggressor Sqn en ten slotte in Agressor Sqn. De agressor F-5E’s hadden dezelfde camouflageschema’s als die van het Warschau Pact en waren voorzien van een rode ster en de 2-cijferige “Russische” neuscodes.
Tevens werden in april 1976 F-5E’s ingedeeld in twee nieuwe USAF-eenheden; 527h Aggressor Sqn in Engeland met als thuisbasis RAF Alconbury (in 1988 verhuisd naar RAF Bentwaters) en 26 Agressor Sqn op de Filipijnen met als thuisbasis Clark Air Base. Deze eenheden hadden als missie het trainen van NAVO- en USAF-vliegers in luchtgevechten met toestellen van het Warschau Pact en bleven operationeel tot oktober 1990.

## Ontwikkelde versies en export
In 1959 kwam men met serie N-156F. Het prototype waarvan 2 stuks werden gebouwd, gevolgd door nog eens 2 in 1963 onder de aanduiding YF-5A.
Serie N-156A was de eerste Amerikaanse productielijn uit 1963 van 621 operationele toestellen onder aanduiding F-5A. Dit type werd tevens verkocht aan de luchtmachten van Ethiopië, Griekenland, Iran, Libië, Marokko, Noorwegen, de Filipijnen, Zuid-Korea, Zuid-Vietnam, Taiwan, Thailand en Turkije.
Serie N-156B was de eerste Amerikaanse serieproductie uit 1964 van 180 2-persoons trainers onder de aanduiding F-5B. Naast de levering aan de USAF die deze trainers graag wilde werden ze ook geleverd aan Brazilië, Ethiopië, Griekenland, Iran, Jordanië, Libië, Maleisië, Noorwegen, de Filipijnen, Saoedi-Arabië, Zuid-Korea, Zuid-Vietnam, Taiwan, Thailand en Turkije.
Serie N-156C was de in 1968 gebouwde Amerikaanse serie van 89 RF-5A-fotoverkenners. Deze onbewapende toestellen hadden een langere neus waarin de camera’s waren gebouwd en zijn geleverd aan Griekenland, Iran, Marokko, Noorwegen, Zuid-Korea, Zuid-Vietnam, Thailand en Turkije.
Serie CL-219 werd de in 1968 bij Canadair Ltd. Montreal in Canada in licentie gebouwde serie van 89 CF-5A-jachtbommenwerpers en 46 CF-5D-trainers. Deze toestellen hadden t.o.v. de Amerikaanse series verbeterde motoren met meer vermogen.
Serie E-168. De in 1968 bij Construcciones Aeronauticas SA (CASA), Madrid in Spanje in licentie gebouwde serie van 19 SF-5A-jagers, 17 SRF-5A-fotoverkenners en 34 SF-5B-trainers. Deze hadden overigens dezelfde specificaties als de Amerikaanse series.
Serie CL-226 was de in 1969 in Canada in licentie gebouwde serie van 75 NF-5A-jachtbommenwerpers en 30 NF-5B-trainers (tweezitter) ten behoeve van de Nederlandse luchtmacht. Deze toestellen waren gelijk aan de Canadese CF-5A en D types maar hadden wat meer vermogen. Zij kregen respectievelijk de Nederlandse registratienummers "K-3001" tot en met "K-3075" (voor de NF-5A’s) en "K-4001" tot en met "K-4030" (voor de NF-5B’s).

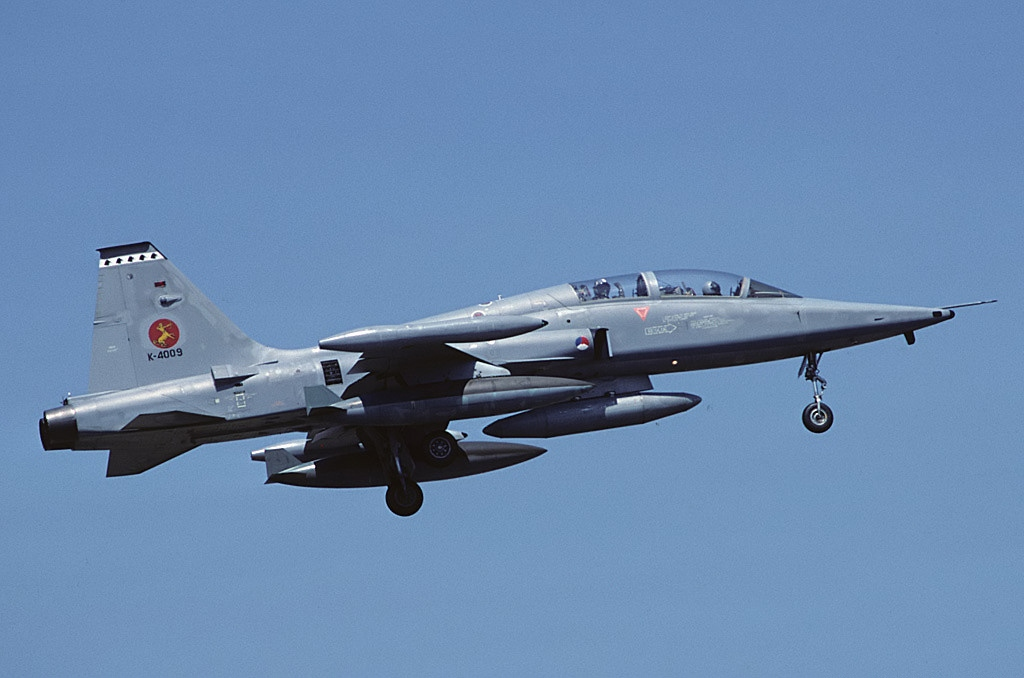
NF-5B van 314 squadron

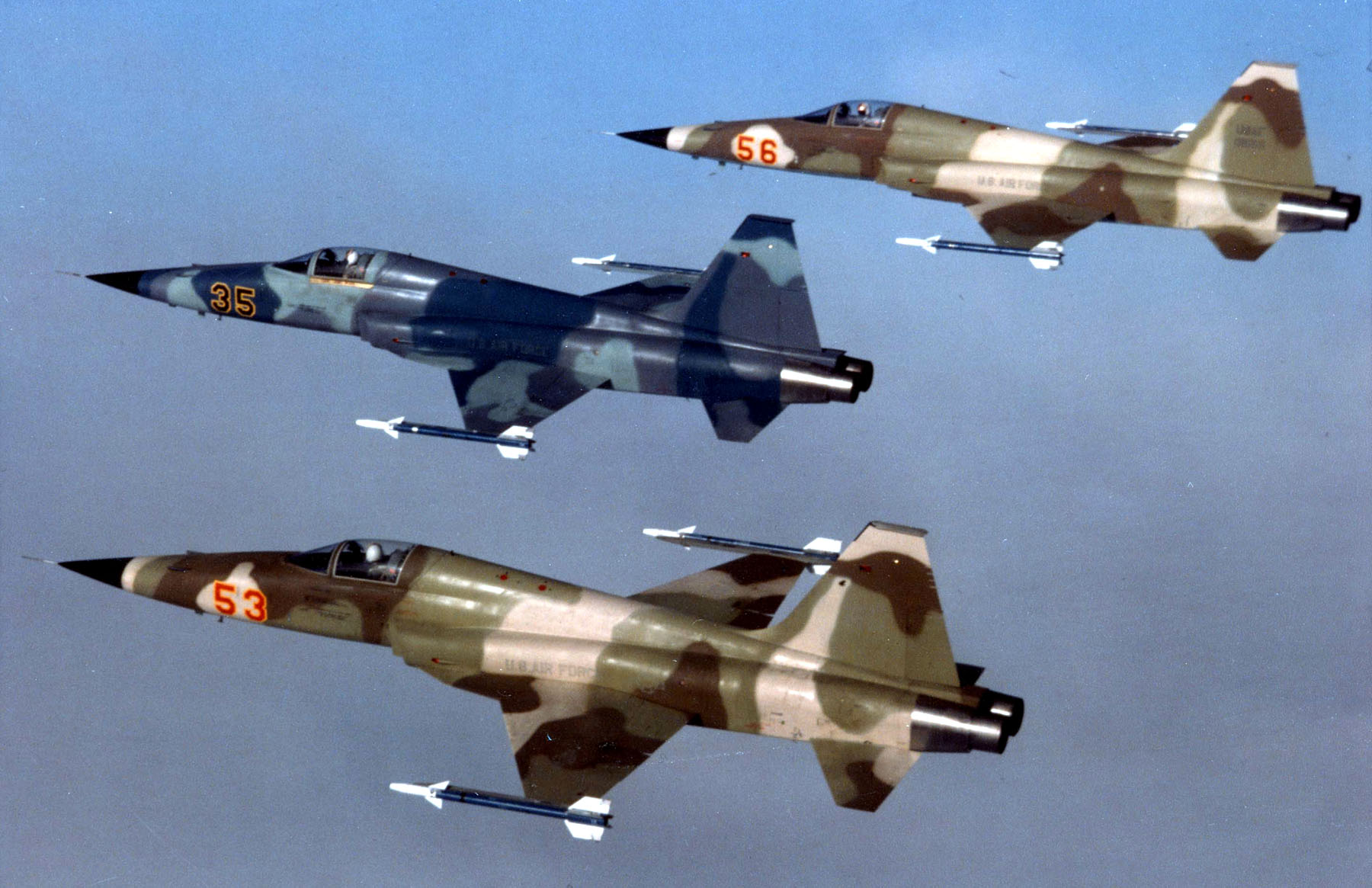
F-5E’s van USAF 527 tactical training agressor sqn

De Nederlandse Koninklijke Luchtmacht (KLu) kreeg de eerste NF-5B, "K-4001" op 7 oktober 1969. De eerste NF-5’s waren toegewezen aan 313 Sqn op de toenmalige vliegbasis Twenthe. 313 Sqn werd de conversie eenheid en schoolde vliegers om op de NF-5.
De laatste NF-5 (NF-5A met registratie "K-3075") werd op 20 maart 1972 afgeleverd.
In de KLu waren NF-5A/B’s ingedeeld bij.
- 313 Sqn, Twenthe (over op F-16 in 1988)
- 315 Sqn, Twenthe (over op F-16 in 1986)
- 314 Sqn, Eindhoven en in 1988 naar Gilze-Rijen (over op F-16 in 1990)
- 316 Sqn, Gilze Rijen en in 1988 naar Eindhoven (over op F-16 in 1991)
- Testgroep NF-5, Twenthe

Bij de overschakeling op de F-16 werden de zeer goed onderhouden NF-5’s opgeslagen op de vliegbases Gilze-Rijen en Woensdrecht. Daarna werden er zestig stuks verkocht aan Turkije, elf aan Griekenland en zeven aan Venezuela. Enkele overgebleven vliegtuigen zijn nog terug te vinden in musea of op technische scholen in Nederland.
Serie N-156. De in 1972 in Amerika gestarte productielijn van 1150 F-5E-jachtbommenwerpers. Deze werd in 1974 nog gevolgd door een serie van 255 F-5F’s en in 1982 door een serie van drie F-5G (later F-20A) Tigersharks en twaalf RF-5F-verkenners. Naast levering van vijftig stuks aan de USAF en dertig aan de US Navy werden deze op de exportmarkt geleverd aan Bahrein, Brazilië, Chili, Ethiopië, Indonesië, Iran, Jordanië, Kenia, Maleisië, Mexico, Marokko, Jemen, Saoedi-Arabië, Singapore, Zuid-Korea, Zuid-Vietnam, Soedan, Zwitserland, Taiwan, Thailand en Tunesië. De Oostenrijkse luchtmacht kon in 2005 haar verouderde Saab 35 Draken nog niet door de Eurofighter Typhoon vervangen en heeft als noodmaatregel van 2004-2008 van Zwitserland geleende F-5E Tiger II's gebruikt.

## Ongevallen
Op 1 oktober 1980 is een NF-5A neergestort op een woonwijk in Venlo. De piloot was van zijn geplande route afgeweken om zijn ouders te groeten en maakte boven zijn ouderlijk huis een aantal ingewikkelde manoeuvres. Daarbij raakte het toestel een van de huizen aan de Stalbergweg, waardoor het in stukken brak en op een huis stortte. Hij overleefde de crash niet. De bewoner van het huis, dat door het ongeluk totaal uitbrandde, kon ternauwernood samen met zijn huishoudster ontsnappen aan de vuurzee.
Op 9 juni 2016 is een F-5E Tiger van Patrouille de Suisse neergestort nabij vliegbasis Leeuwarden, toen het in formatie bezig was met de voorbereiding van hun show voor de Luchtmachtdagen van 10 en 11 juni 2016.

## Gebruikers

### Huidige gebruikers
Gegevens via het Internationaal Instituut voor Strategische Studies, 2023.
| Land             | Variant    | Aantal  | Opmerking                                                         |
| ---------------- | ---------- | ------- | ----------------------------------------------------------------- |
| Bahrein          | F-5E       | 8       |                                                                   |
| Bahrein          | F-5F       | 4       |                                                                   |
| Botswana         | F-5A       | 8       |                                                                   |
| Botswana         | F-5D       | 5       |                                                                   |
| Brazilië         | F-5EM      | 43      |                                                                   |
| Brazilië         | F-5FM      | 4       |                                                                   |
| Chili            | F-5E       | 10      |                                                                   |
| Chili            | F-5F       | 2       |                                                                   |
| Honduras         | F-5E       | 9       |                                                                   |
| Honduras         | F-5F       | 2       |                                                                   |
| Indonesië        | F-5E       | 8       | Niet operationeel                                                 |
| Indonesië        | F-5F       | 4       | Niet operationeel                                                 |
| Iran             | F-5B       | 20      | Opleidingsrol                                                     |
| Iran             | F-5E/F     | 54+     | Gevechtsrol                                                       |
| Kenia            | F-5E       | 17      |                                                                   |
| Kenia            | F-5F       | 4       |                                                                   |
| Marokko          | F-5E       | 19      |                                                                   |
| Marokko          | F-5F       | 3       |                                                                   |
| Mexico           | F-5E       | 4       |                                                                   |
| Mexico           | F-5F       | 1       |                                                                   |
| Spanje           | F-5B       | 19      | Gebruikt als opleidingsvliegtuig voor de luchtmacht               |
| Taiwan           | F-5E       | 84      | Gevechtsrol                                                       |
| Taiwan           | F-5F       | 84      | Gevechtsrol                                                       |
| Taiwan           | RF-5E      | 7       | Verkenningsrol                                                    |
| Thailand         | F-5B       | 1       |                                                                   |
| Thailand         | F-5E       | 20      | Worden geupgradet                                                 |
| Thailand         | F-5F       | 2       | Worden geupgradet                                                 |
| Thailand         | F-5TH(E)   | 1       | Verbeterde F-5E/F varianten door Israël voor de Thaise luchtmacht |
| Thailand         | F-5TH(F)   | 1       | Verbeterde F-5E/F varianten door Israël voor de Thaise luchtmacht |
| Tunesië          | F-5E       | 9       |                                                                   |
| Tunesië          | F-5F       | 2       |                                                                   |
| Turkije          | NF-5A-2000 | max. 10 | Gebruikt door de Turkish Stars                                    |
| Turkije          | NF-5B-2000 | max. 6  | Gebruikt door de Turkish Stars                                    |
| Venezuela        | VF-5       | 6       |                                                                   |
| Verenigde Staten | F-5F       | 2       | Gebruikt door de Naval Aviation Reserve als OPFOR                 |
| Verenigde Staten | F-5N       | 29      | Gebruikt door de Naval Aviation Reserve als OPFOR                 |
| Verenigde Staten | F-5F       | 1       | Gebruikt door de Marine Corps Aviation Reserve als OPFOR          |
| Verenigde Staten | F-5N       | 11      | Gebruikt door de Marine Corps Aviation Reserve als OPFOR          |
| Zuid-Korea       | F-5E       | 141     |                                                                   |
| Zuid-Korea       | F-5F       | 32      |                                                                   |
| Zwitserland      | F-5E       | 20      |                                                                   |
| Zwitserland      | F-5F       | 5       |                                                                   |
| Jemen            | F-5Es      | 1       | Proof                                                             |

## Trivia
- In de film Top Gun worden F-5's met een aangepaste beschildering gebruikt als vijandige toestellen onder de naam MiG-28, een niet bestaand vliegtuig.

## Galerij

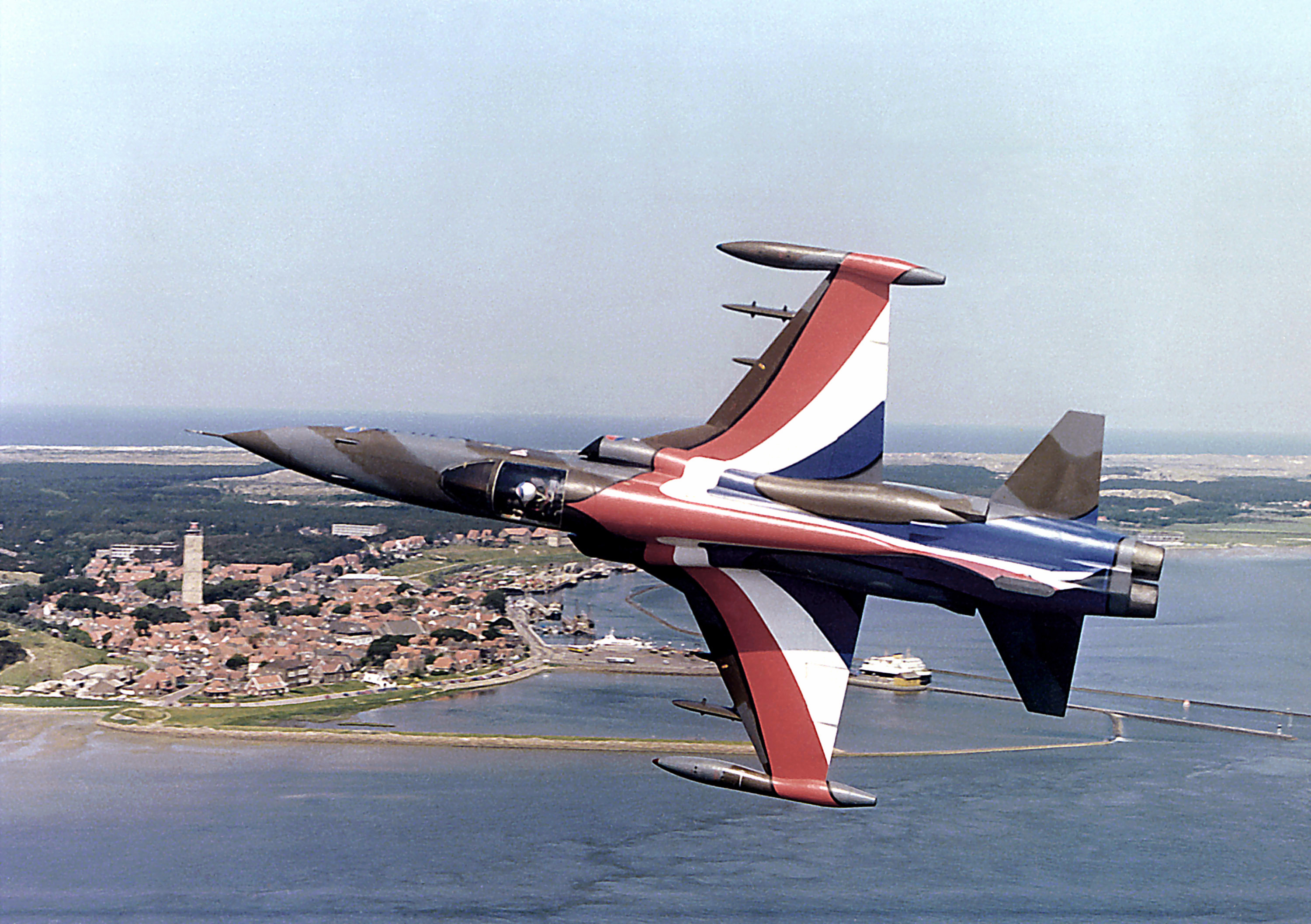
NF-5A van de Koninklijke Luchtmacht bij Terschelling (1981)
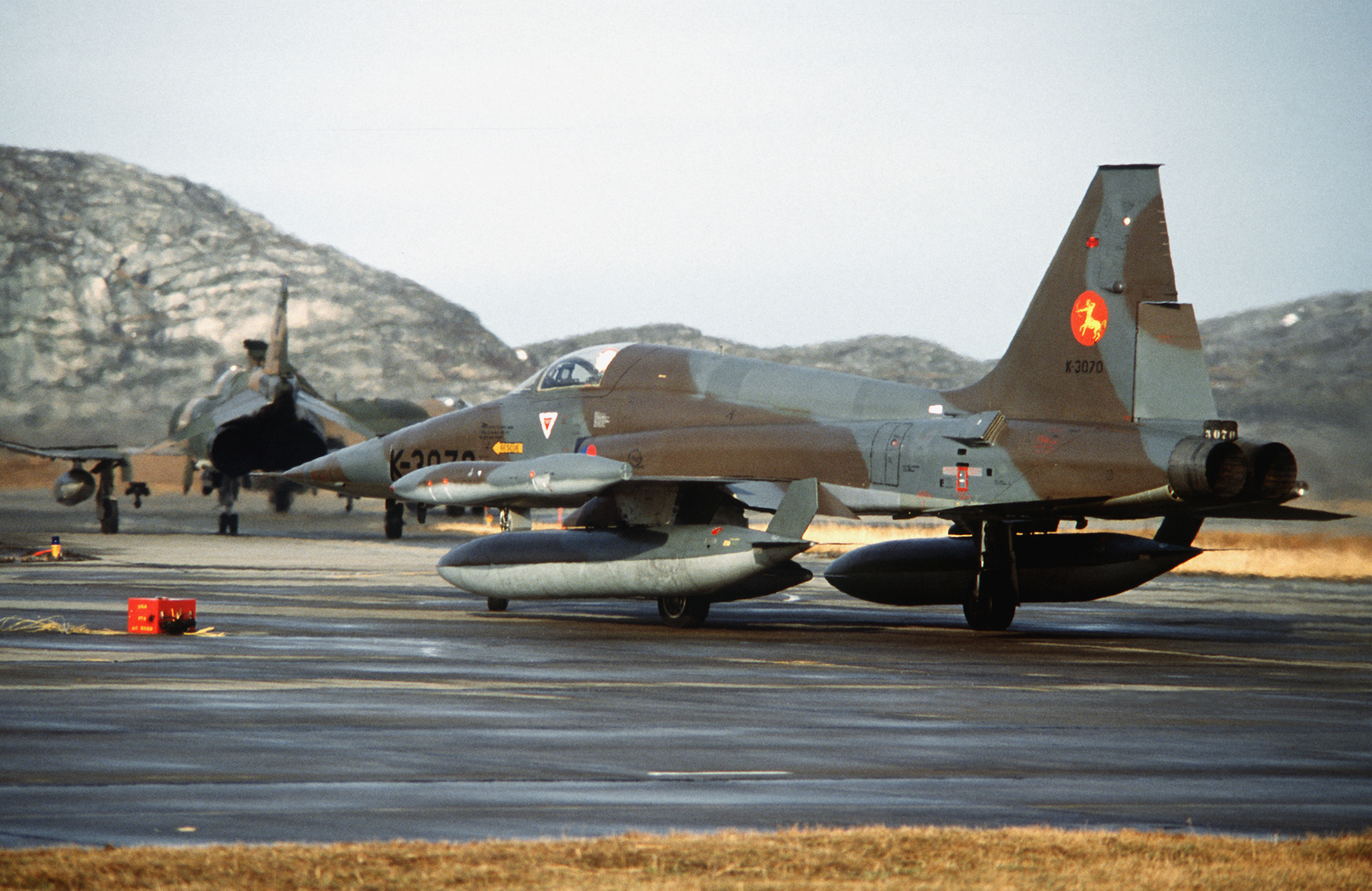
een NF-5A van 314 squadron op Bodø Air Base, Noorwegen, 7 maart 1982, op de achtergrond een McDonnell Douglas F-4 Phantom II van de U.S. Air Force.
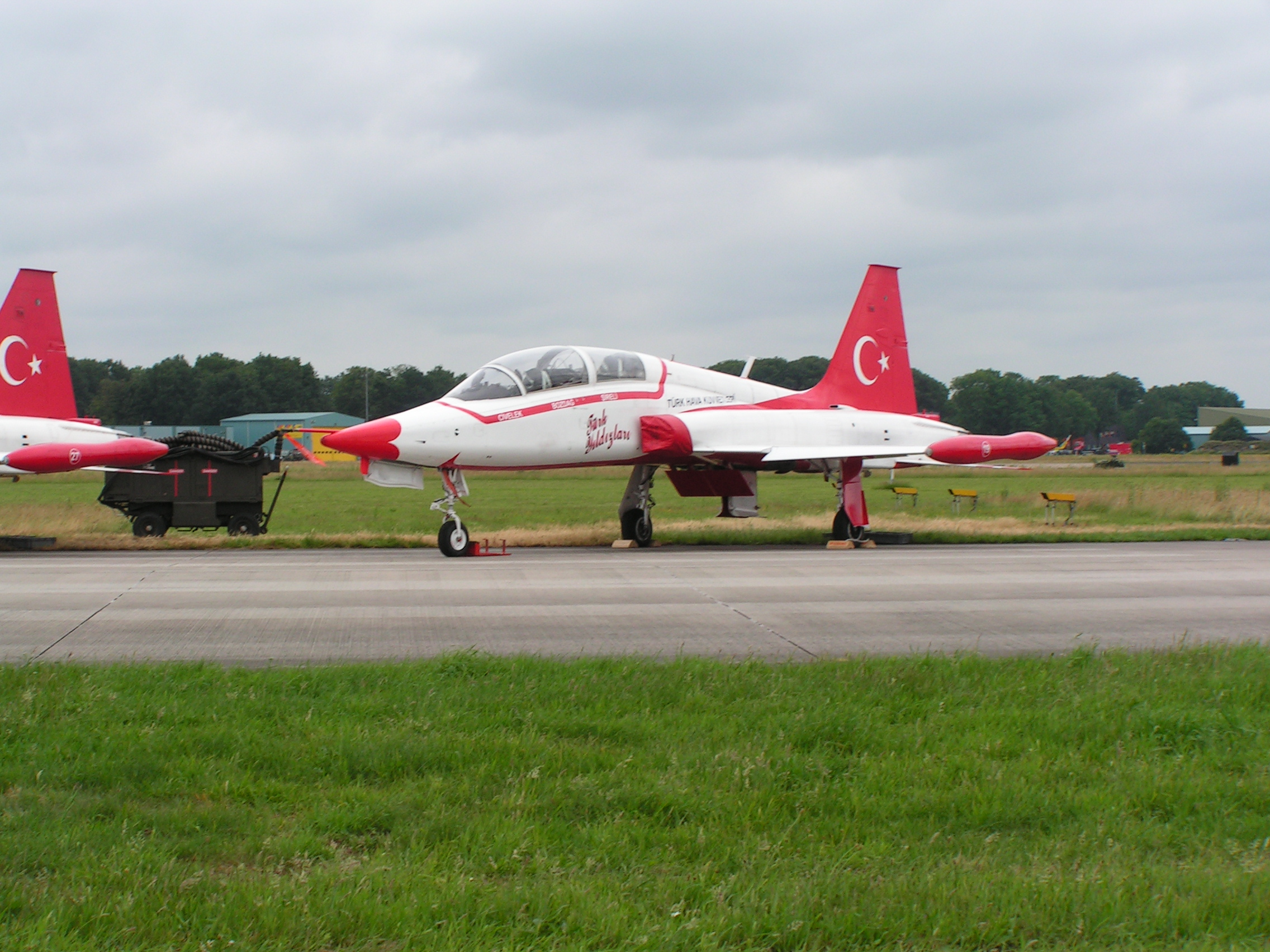
De oude KLu NF-5A’s en B’s werden aan de Turkse luchtmacht overgedragen. Het Turkse aerobatiekteam Turkish Stars vliegt demo’s met de oude KLu NF-5’s
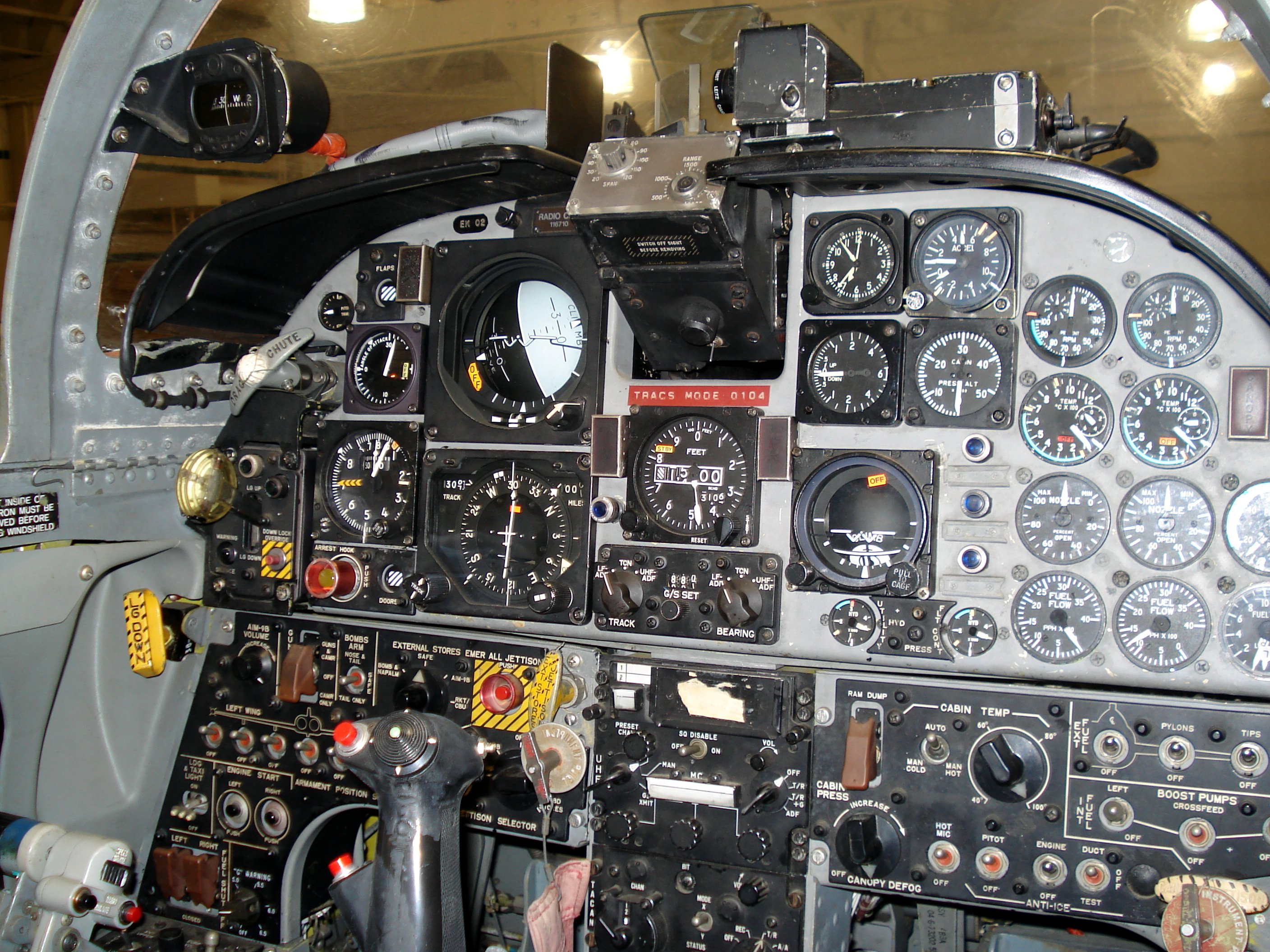
Een blik in de cockpit van een F-5
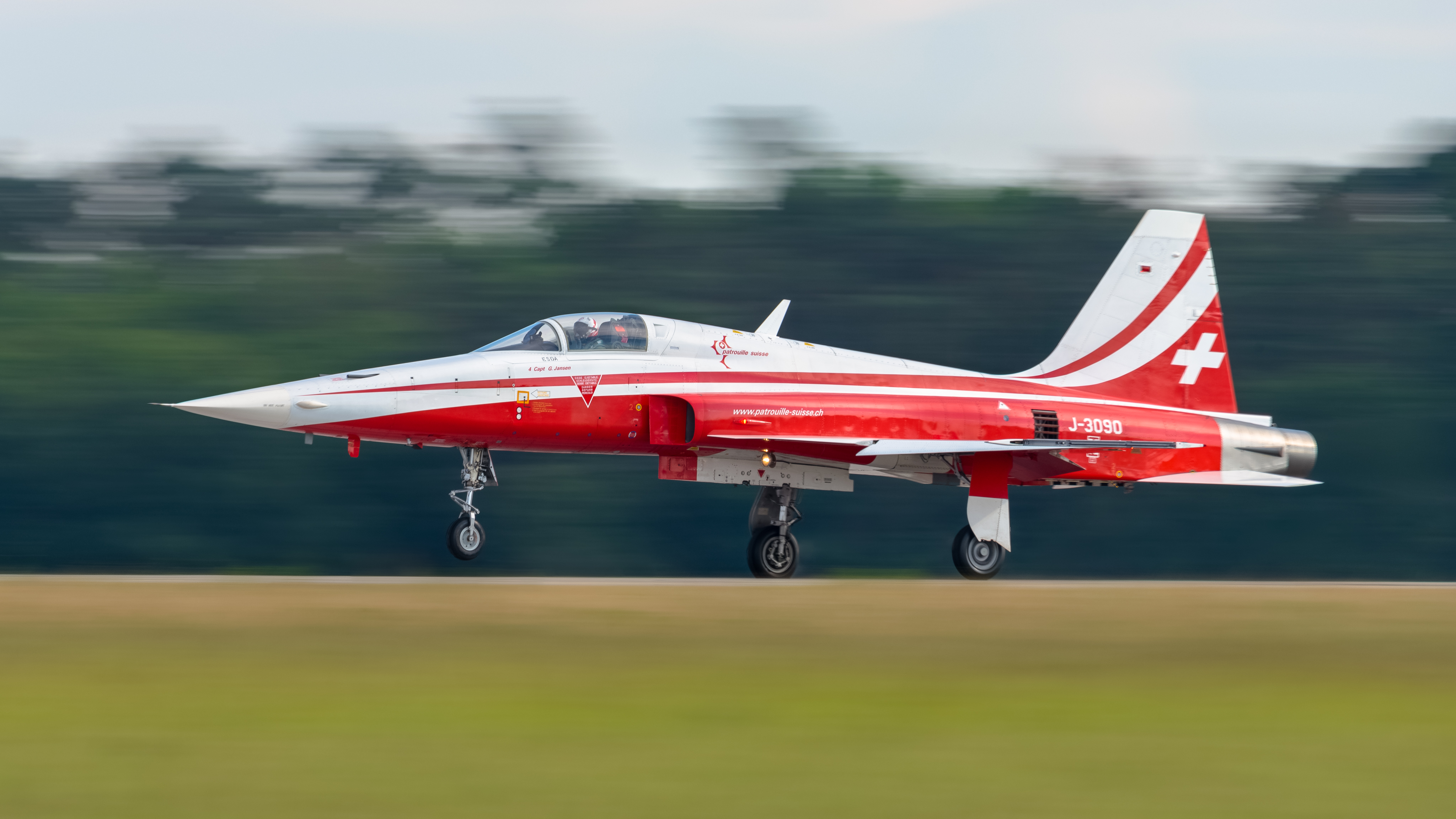
Northrop F-5E Tiger van de Patrouille Suisse